# NGC 1518
NGC 1518 (другие обозначения — ESO 550-7, MCG -4-10-13, IRAS04046-2118, PGC 14475) — спиральная галактика с перемычкой (SBd) в созвездии Эридан. Открыта Джоном Гершелем в 1835 году. Описание Дрейера: «яркий, крупный, заметно вытянутый объект, более яркий в середине, к юго-западу расположена звезда 8-й величины». Галактика удаляется от Млечного Пути со скоростью 920 км/с и расположена на расстоянии 25—40 миллионов световых лет. Её диаметр составляет 45 тысяч световых лет.
Этот объект входит в число перечисленных в оригинальной редакции «Нового общего каталога». Вторая версия Индекс-каталога содержит исправленные координаты относительно указанных в Новом общем каталоге.